# ری آمی
سارا یه‌اون لی (انگلیسی: Sarah Yeeun Lee؛ زادهٔ ۲۵ مه ۱۹۹۵) که به‌طور حرفه‌ای با نام رِی آمی (انگلیسی: Rei Ami) شناخته می‌شود، خواننده، ترانه‌پرداز و رپر آمریکایی است که در کره جنوبی زاده شد. او فعالیت موسیقی خود را ابتدا با سبک رپ آغاز کرد و نخستین آلبوم استودیویی خود را با نام فویل منتشر کرد. ری آمی در سال ۲۰۲۰ با همکاری در ترانهٔ «Freak» در کنار ساب اوربن به شهرت بیشتری رسید؛ این ترانه در شبکهٔ اجتماعی تیک‌تاک وایرال شد و محبوبیت بسیاری یافت. ری آمی در موسیقی متن فیلم پویانمایی شکارچیان شیاطین کی‌پاپ محصول سال ۲۰۲۵ نتفلیکس حضور دارد.

## زندگی شخصی
رِی آمی در سئول، کره جنوبی به دنیا آمد و در شش سالگی همراه خانواده‌اش به مریلند، ایالات متحده آمریکا مهاجرت کرد. او در خانواده‌ای مذهبی و مسیحی رشد یافت. علاقه‌مندی‌اش به موسیقی از همان کودکی با یادگیری پیانو و گیتار آغاز شد. والدینش با پرداخت هزینهٔ آموزش، او را تشویق به اجرا در مراسم کلیسا می‌کردند.
رِی آمی بعدها به صراحت دربارهٔ چالش‌های شخصی خود صحبت کرد و از جمله، به افسردگی که در سال اول دانشگاه با آن مواجه شد، اشاره کرده است. او موسیقی را راهی درمانگر برای مدیریت مشکلات روانی‌اش می‌داند. وی پیش از آغاز حرفهٔ موسیقی خود، دانش‌آموختهٔ دانشگاه مریلند بود.

## سبک موسیقی
موسیقی رِی آمی با ویژگی‌هایی همچون غیرقابل پیش‌بینی بودن و تلفیق سبک‌های گوناگون شناخته می‌شود. سبک منحصربه‌فرد او باعث جذب هواداران وفادار و جلب توجه صنعت موسیقی به آثارش شده است.